# Oligoenoplus heteros
Oligoenoplus heteros är en skalbaggsart som beskrevs av Dauber 2008. Oligoenoplus heteros ingår i släktet Oligoenoplus och familjen långhorningar. Inga underarter finns listade i Catalogue of Life.